# قضیه شانون–هارتلی
در نظریۀ اطلاعات، قضیۀ شانون–هارتلی (به انگلیسی: Shannon-Hartley theorem)، بیشینۀ سرعت انتقال اطلاعات از یک کانال مخابراتی دارای پهنای باند مشخص و در حضور نویز را بیان می‌کند. این قضیه، کاربردی از قضیه کدگذاری کانال نویزی برای یک کانال مخابراتی آنالوگ زمان-پیوسته و در حضور نویز گاوسی است. قضیۀ شانون–هارتلی، ظرفیت کانال شانون را برای یک کانال مخابراتی دارای پهنای‌ باند مشخص و در حضور نویز گاوسی تعیین می‌کند، که در واقع، بیشینۀ اطلاعاتی است که می‌توان در هر بار استفاده از چنین کانالی منتقل کرد، با این فرض که توان سیگنال واردشونده به کانال محدود است و نویز گاوسی نیز توان (یا چگالی طیفی توان) مشخصی دارد. 
این قضیه، به افتخار کلود شانون و رالف هارتلی نام گذاشته شده‌است.

## بیان قضیه
قضیه شانون-هارتلی ظرفیت کانال ({\displaystyle C}) را بیان می‌کند، که در واقع، حد بالای نظری نرخ انتقال اطلاعاتی است که می‌توان با نرخ خطای به‌دلخواه کم و برحسب متوسط توان سیگنال دریافت‌شده ({\displaystyle S}) از یک کانال مخابراتی آنالوگ با پهنای باند محدود ({\displaystyle B}) و در حضور نویز سفید گاوسی جمع‌شونده (AWGN) با توان {\displaystyle N} در گیرنده، منتقل کرد:
{\displaystyle C=B\log _{2}\left(1+{\frac {S}{N}}\right)}
که در آن
- {\displaystyle C} ظرفیت کانال برحسب بیت بر ثانیه است؛ حد بالای نظری نرخ بیت (نرخ  انتقال اطلاعات، که با {\displaystyle I} مشخص می‌شود) بی‌اینکه از کدهای تصحیح‌کنندۀ خطا استفاده شود؛
- {\displaystyle B} پهنای‌ باند کانال برحسب هرتز است (یا پهنای‌ باند گذر، وقتی سیگنالی میان‌گذر به کار گرفته شده‌است)؛
- {\displaystyle S} متوسط توان سیگنال دریافت‌شده در این پهنای‌ باند است (در صورت سیگنال باندگذر، پهنایِ باندِ گذر، که اغلب با C نشان داده می‌شود) که برحسب وات بیان می‌شود (یا مربع ولت).
- {\displaystyle N} توان متوسط نویز در این پهنای‌ باند است که برحسب وات (یا مربع ولت) بیان می‌شود.
- {\displaystyle S/N} نسبت سیگنال‌به‌نویز (SNR) یا نسبت حامل به نویز (CNR) سیگنال به نویز و تداخل در گیرنده است، که به صورت نسبت توان‌به‌نویز خطی (و نه به صورت دسی‌بل لگاریتمی) بیان می‌شود.

## تقریب‌ها

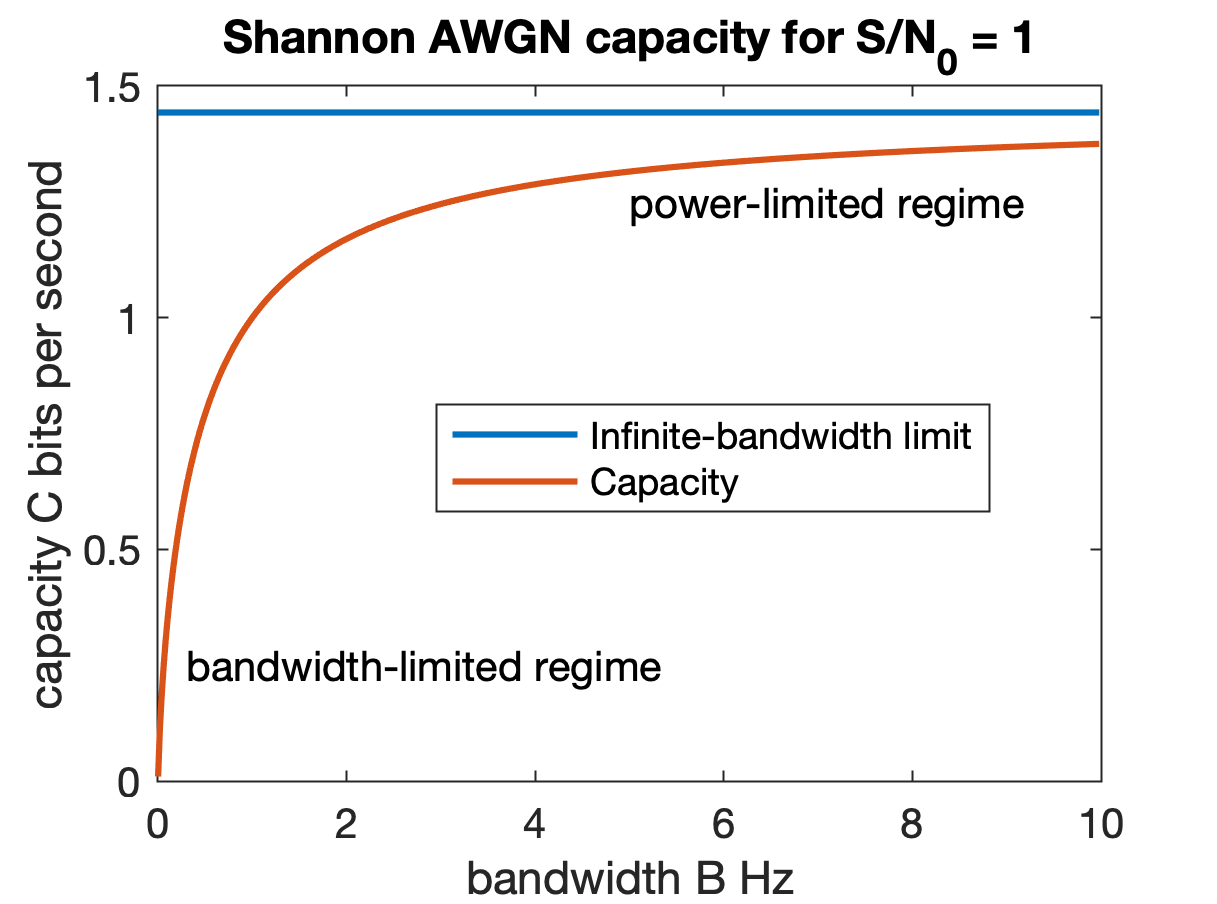
نمودار پهنای باند بر اساس توان

برای مقدارهای بزرگ، کوچک یا ثابتِ سیگنال‌به‌نویز، ظرفیت را می‌توان چنین تقریب زد:

### حالت پهنای‌‌باند-محدود
هنگامی که SNR بزرگ باشد (S/N ≫ ۱)، لگاریتم تقریباً برابر می‌شود با
{\displaystyle \log _{2}\left(1+{\frac {S}{N}}\right)\approx \log _{2}{\frac {S}{N}}={\frac {\ln 10}{\ln 2}}\cdot \log _{10}{\frac {S}{N}}\approx 3.32\cdot \log _{10}{\frac {S}{N}}} ،
در این حالت ظرفیت از نظر لگاریتمی و از نظر پهنای‌باند تقریباً خطی است (کاملاً خطی نیست، زیرا N با پهنای باند افزایش می‌یابد و باعث اثر لگاریتمی می‌شود). به این حالت رژیم پهنای‌باند-محدود گفته می‌شود و
{\displaystyle C\approx 0.332\cdot B\cdot \mathrm {SNR\ (in\ dB)} }
که در آن
{\displaystyle \mathrm {SNR\ (in\ dB)} =10\log _{10}{S \over N}.}

### حالت توان-محدود
به همین ترتیب، وقتی SNR کوچک است (اگر {\displaystyle S/N\ll 1})، با استفاده از تقریب لگاریتم:
{\displaystyle \log _{2}\left(1+{\frac {S}{N}}\right)={\frac {1}{\ln 2}}\cdot \ln \left(1+{\frac {S}{N}}\right)\approx {\frac {1}{\ln 2}}\cdot {\frac {S}{N}}\approx 1.44\cdot {S \over N}} .
و ظرفیت نسبت به توان، خطی تغییر می‌کند. این را رژیم توان-محدود می‌نامند و
{\displaystyle C\approx 1.44\cdot B\cdot {S \over N}.}
در تقریب با SNR کم و در صورت سفید بودن نویز با چگالی طیفی {\displaystyle N_{0}} وات‌برهرتز، ظرفیت از پهنای باند مستقل است، در این حالت توان نویز کل {\displaystyle N=B\cdot N_{0}} است و
{\displaystyle C\approx 1.44\cdot {S \over N_{0}}}